# العلم والتكنولوجيا في إندونيسيا

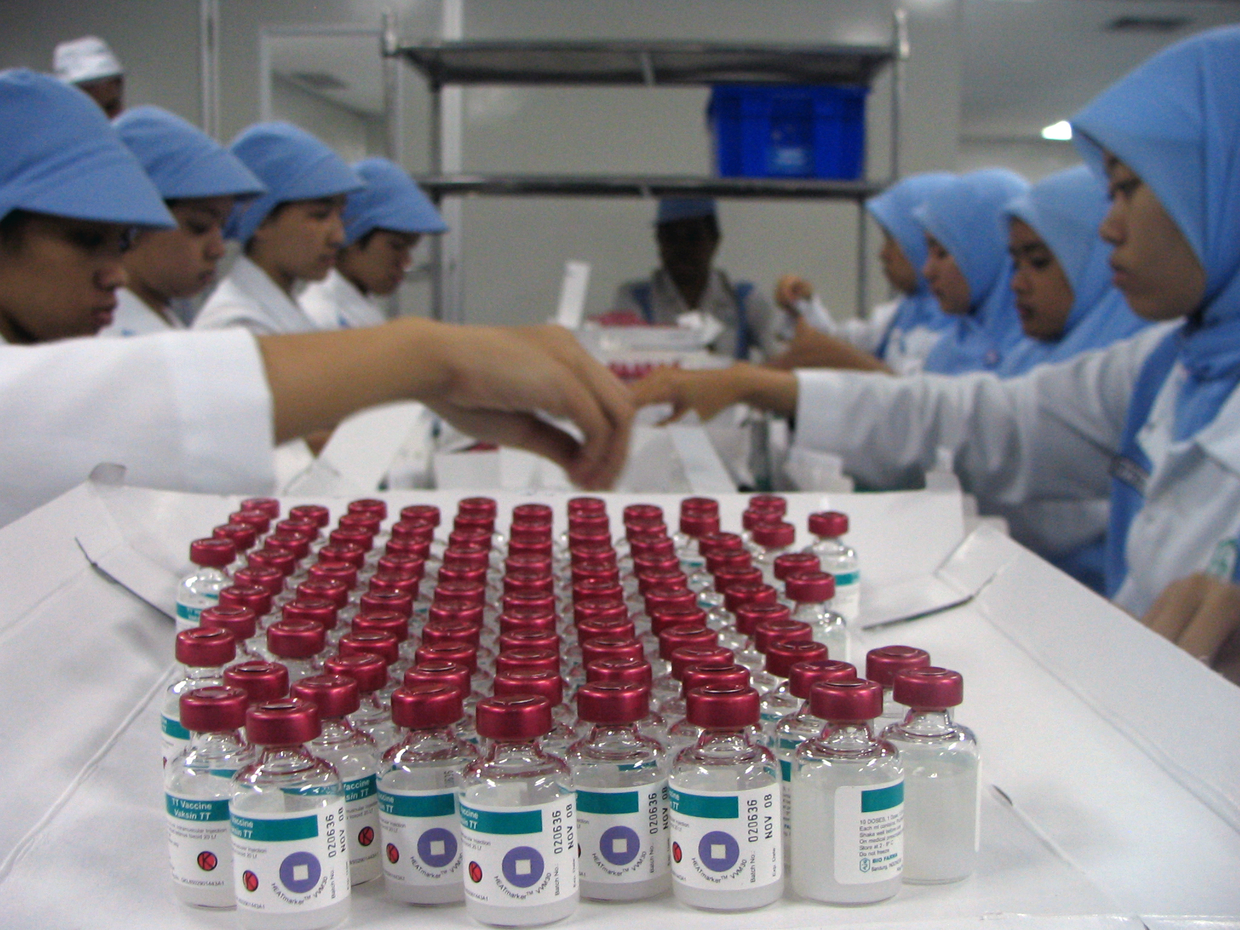
تصنيع اللقاحات في بيوفارما باندونغ.

تُعد إندونيسيا إحدى الدول الرائدة في تطور العلم والتكنولوجيا. توجد العديد من الأمثلة على الابتكارات والتطورات والإنجازات العلمية والتكنولوجية التي حققها الإندونيسيون. تُعد إندونيسيا من ضمن الدول التي نجحت في تطوير تكنولوجيا الطائرات الخاصة بها على رغم من كونها دولة نامية.
أصبح تطوير العلوم والتكنولوجيا من ضمن الجوانب التي تخضع للإصلاح منذ تولي جوكو ويدودو الحكم. تُعد وزارة التعليم والثقافة والبحث والتكنولوجيا حاليًا بعد الإصلاحات في شئون العلم التكنولوجيا لعام 2021 الهيئة المسئولة عن تطوير العلم والتكونولوجيا في الدولة بعد حل وزارة البحث والتكنولوجيا. أسست وزارة جوكو ويدودو أيضًا وكالة الوطنية للبحث والابتكار لتكون الوكالة الوحيدة متعددة التخصصات من أجل تطوير العلوم والبحث والتكنولوجيا وتُكرس جهودها للعلم والبحث في البلاد مستبدلةً بذلك المعهد الإندونيسي للعلوم ووكالات الدولة الاخرى الخاصة بالبحث والتطوير.
رفعت الحكومة الإندونيسية من نسبة النفقات المخصصة للبحث والتطوير منذ عام 2018. خصصت الحكومة 33 تريليون روبية (نحو 2,317,985,439 دولارًا أمريكيًا اعتبارًا من 6 سبتمبر 2021) عام 2018. خصصت الحكومة 35 تريليون روبية (نحو 2,458,469,405 دولارًا أمريكيًا اعتبارًا من 6 سبتمبر 2021) عام 2019. خصصت الحكومة 36 تريليون روبية (نحو 2,525,712,000 دولارًا أمريكيًا اعتبارًا من 6 سبتمبر 2021) للبحث والتطوير في عام 2020. يظل قطاع البحث والتطوير في إندونيسيا صغير الحجم إذ يبلغ 0,31% من إجمالي الناتج المحلي على الرغم من الاتجاه المتزايد للاهتمام به على مر السنوات. يساهم أيضًا القطاع الخاص في البحوث في إندونيسيا بنسبة منخفضة جدًا. اعتمد 83,88% من تمويل البحث على الحكومة، وتليها الجامعات (2,65%) وشركات الأعمال (9,15%) والمجموعات الخاصة غير الهادفة للربح (4,33%).

## المجالات الرئيسية

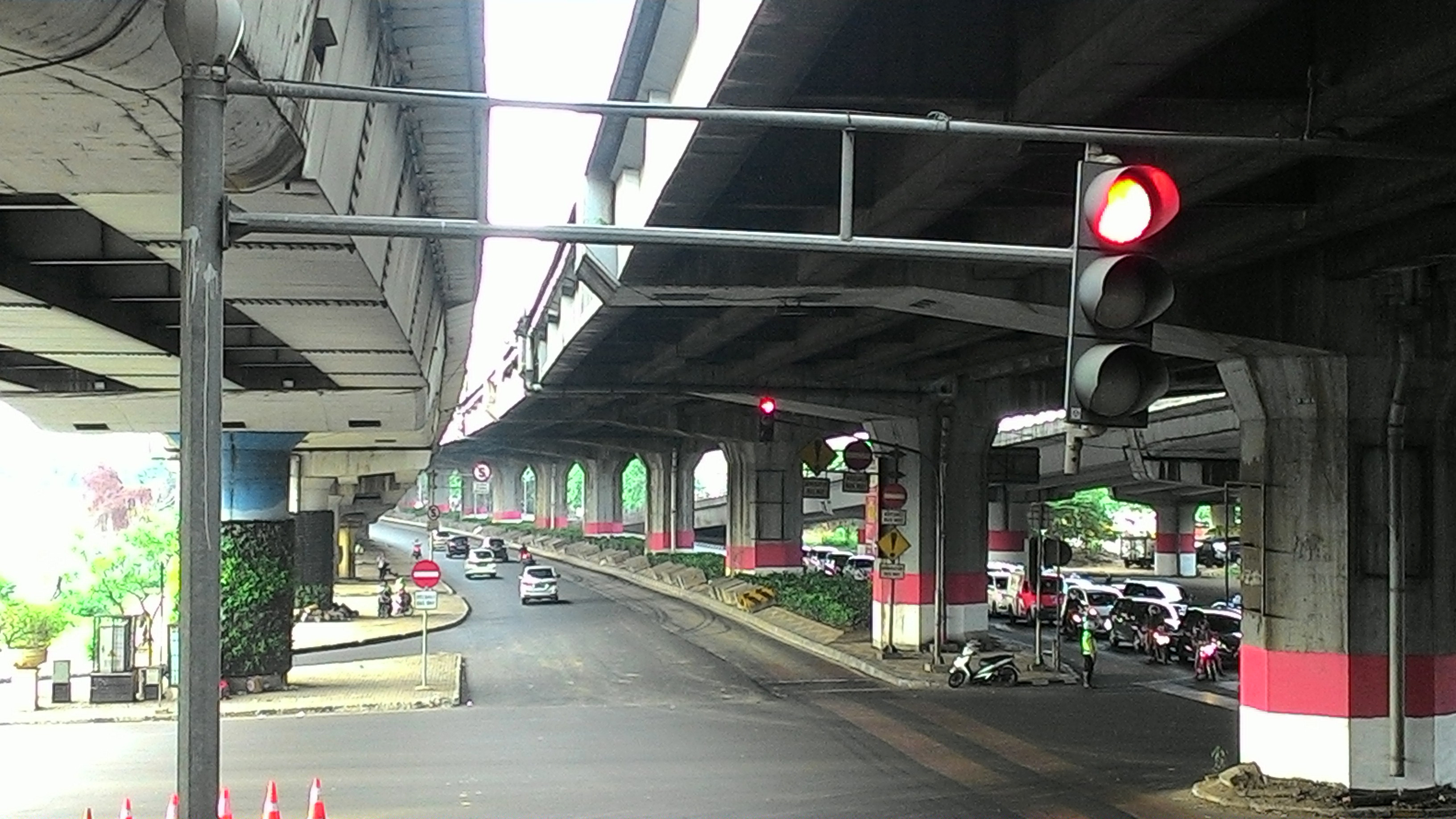
جسر الطريق العلوي في شارع أحمد ياني: خطوة متقدمة نحو تطوير بنية النقل التحتية في جاكرتا

### التكنولوجيا الحيوية
أنشأت إندونيسيا في أكتوبر 1994 اتحاد التكنولوجيا الحيوية الذي يهدف إلى تطوير منافع التقانة الحيوية واستخدامها من أجل صالح الشعب والدولة والحفاظ على البيئة. تعمل حوالي 34 مؤسسة حكومية في قطاع التكنولوجيا الحيوية. أقامت الدولة ورشة العمل الوطنية بنشيا إندونيسيا من أجل تعزيز الاستثمار في هذا القطاع.

### تكنولوجيا معالجة الطعام
حقق الإندونسيون العديد من التقدم في مجال تقانة الطعام بسبب مناخ إندونيسيا الاستوائي المليئ بالميكروبات. يتمتع الإندونسيون بمعرفة بتقنيات التخمير بسبب تقاليدهم، ما نجم عنه تطوير الأطعمة المخمرة كالتمبة والأونكوم والتاباي، والمشروبات كالبريم والتواك. يُصنع التمبة عن طريق عملية الزراعة الطبيعية وعملية التخمير الخاضعة للرقابة التي تعتمد على فطر ريزوبوس أوليجوسبوروس وريزوبوس أوريزاي. تربط الفطريات حبات فول الصويا معًا على شكل كعكة. تتميز بنسبة أعلى من البروتين والالياف الغذائية والفيتامينات.

### تكنولوجيا البناء
حقق السكان الاصليين يعض التطورات التكنولوجية الملحوظة في إندونيسيا الحديثة (بعد الاستقلال). اخترع المهندس الإندونيسي تيوكوردا راكا سوكاواتي في الثامنينات تقنية بناء الطرق المسماة سوسروباهو. أصبحت التقنية معروفة بعد ذلك، ولقد استخدمتها العديد من الدول على نطاق واسع منذ ذلك الحين. تسمح تقنية سوسروباهو ببناء امتدادات طويلة من الجسور العلوية فوق الطرق الرئيسية القائمة، ما يقلل إلى أقصى درجة ممكنة الاضطرابات المصاحبة لازدحام حركة المرور. تقوم هذه التقنية على بناء دعامات أفقية للطريق السريع بجانب الطريق الموجود بالفعل، ثم تُرفع الدعامات وتًحول بزاوية 90 درجة قبل وضعها على قمة الدعامات الرأسية. تتشكل بذلك الجسور العلوية. صُدرت هذه التكنولوجيا إلى الفلبين وماليزيا وسنغافورة. مُنحت إندونيسيا براءة الاختراع في عام 1995.
يُعد تشييد كاكار أيام أو ما يعني حرفيًا «تشييد مخلب الدجاجة» إحدى التقنيات الهندسية التي تهدف لإنشاء أساس أكثر استقرارًا من خلال استخدام صفيحة خرسانية مدعومة بأنابيب مزروعة عميقًا في الأرض تعمل «كمخالب»، واخترعها الأستاذ الدكتور إير سيديجاتمو عام 1961. يمكن أن تُطبق هذه التقنية في تشييد الهياكل والطرق والممرات. يقوم المبدأ التقني على أساس استدخام صفيحة خرسانية مدعومة ومؤمنة على الأرض بواسطة أنابيب تعمل «كمخالب» ما يسمح بتشييد الأبنية بشكلٍ مستقر أكثر، ويسمح بتشييد المباني على الأراضي اللينة الرطبة مثل المستنقعات. جعلت هذه التقنية هيكل المباني أكثر صلابةً واستقرارًا، وذا قدرة أكبر على تحمل التوزيع غير المتساوي للأوزان أو انحسار الأرض.
تعتمد تقنية كونستركسي سارانج لابا-لابا (أو البناء على شكل شبكة العنكبوت باللغة الإنجليزية) على إنشاء أساس المبنى على شكل خرسانة مع عوارض حديدية على شكل شبكة العنكبوت بداخلها. صمم المهندس إير ريانتوري هذه التقنية. ثُبت أن المبنى المكون من أربعة طوابق الذي بني على أساس هذه النظية مقاوم للزلازل في أثناء زلزال آتشيه عام 2004.

### الطيران والنقل
تتمتع إندونيسيا بتاريخ حافل في مجال تطوير الطائرات الصغيرة والعسكرية. تُعد إندونيسيا في الواقع الدولة الوحيدة في جنوب شرق آسيا التي تنتج الطائرات الخاصة بها وتطورها. أنتجت أيضًا شركة الطائرات الإندونيسية المملوكة للدولة (وتأسست عام 1976) العديد من عناصر الطائرات لصالح شركات كبوينغ وإيرباص. طورت شركة الطائرات الإندونيسية بالتعاون مع شركات إيادس كاسا الإسبانية طائرة CN-235 التي صُدرت إلى العديد من الدول. لعب الرئيس الإندونيسي السابق يوسف حبيبي دورًا مهمًا في تحقيق هذا الإنجاز. أجرى حبيبي العديد من مهام البحث، وأنتج نظريات متعلقة بالديناميكا الحرارية والبناء والديناميكا الهوائية، وأُطلق على تلك النظريات اسم عامل حبيبي ونظرية حبيبي وطريقة حبيبي. تطمح إندونيسيا أيضًا إلى صناعة مقاتلة كيه أيه أي كيه أف-أكس الخاصة بكوريا الجنوبية. يعد آخر إنجازات إندونيسيا تطوير الطائرة N-219، وهي طائرة ركاب بمحركين تتسع لـ 19 مقعدًا.
يشتهر يوكو سويبونو، المدير السابق لشركة غارودا إندونيسيا، بكونه مخترع تصميم قمرة القيادة الحديثة لشخصين قمرة (القيادة الأمامية للطاقم FFCC)، لطائرات إيرباص إيه 300 التابعة لشركة غارودا إندونيسيا.
تمكنت إندونيسيا من تأسيس صناعة قوية في مجال السكك الحديدة بفضل شركة تصنيع القطارات التي تمتلكها الدولة، شركة صناعة السكك الحديدية الإندونيسية، وتقع في ماديون بجاوة الشرقية. تنتج الشركة عربات قطارات الركاب وعربات الشحن وتقنيات السكك الحديدية الأخرى التي تصدرها إلى العديد من البلدان كماليزيا وبنغلاديش منذ عام 1982.